# Sven Follin
Pour les articles homonymes, voir Follin.
Sven Follin (né à Tunis le 20 avril 1911 et mort à Paris 15e le 10 octobre 1997) est un psychiatre français, né de parents suédois. 

## Biographie

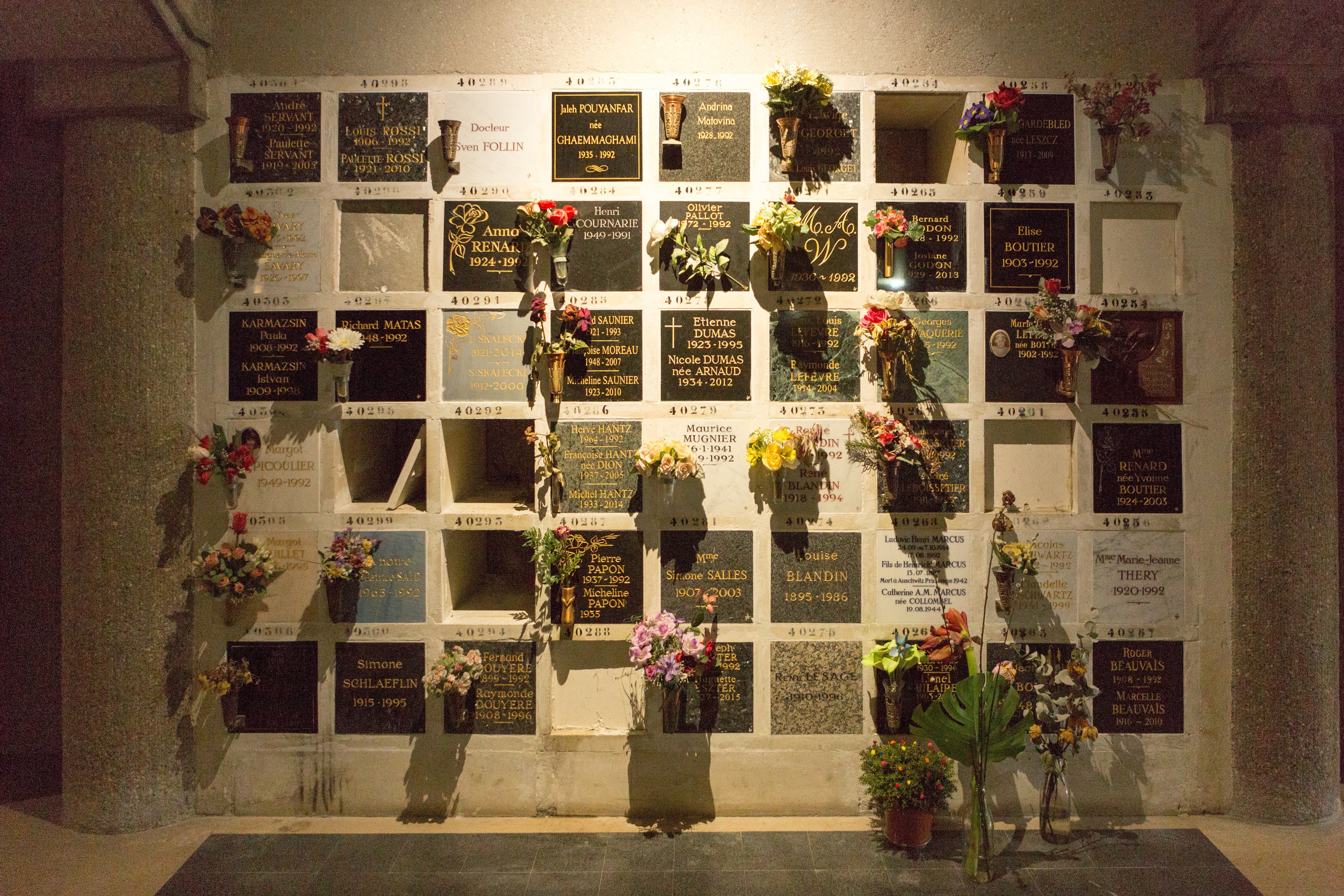
Tombe au cimetière du Père-Lachaise.

Né en 1911 à Tunis, au sein d'une famille suédoise, il effectue ses études secondaires à Nice. Il se prend d'intérêt pour les œuvres d'Henri Bergson, d'André Gide, d'Alain, de Paul Valéry, de Luigi Pirandello, de Marcel Proust, et pour le surréalisme. Il continue ses études à Paris par une licence de philosophie, puis s'intéresse à la psychologie et à la psychiatrie au contact de Georges Dumas et de Pierre Janet au Collège de France.
Ayant choisi cette voie de la psychiatrie, il s’engage dans une carrière hospitalière. Pendant l’occupation allemande, il constate l’abandon  dans lequel sont laissées les personnes enfermées en asile, qui y meurent en masse. La période de la libération est l’occasion d’un questionnement sur le sort des personnes internées. Son parcours  se poursuit comme médecin-chef en province. Avec Serge Lebovici, Lucien Bonnafé, Jean et Évelyne Kestemberg, Louis Le Guillant, Jules Monnerot et Salem Shentoub, il signe en juin 1949, dans la revue La Nouvelle Critique, un article intitulé « Autocritique, la psychanalyse, idéologie réactionnaire » Cet article fait suite à celui de Guy Leclerc publié le 27 janvier 1949 dans le journal L’Humanité, intitulé « La psychanalyse, idéologie de basse police et d’espionnage ». Ce manifeste  s’inscrit, pour certains historiens, dans une  campagne jdanovienne  contre la psychanalyse , et aurait été imposé en partie par la direction du Parti communiste français (dont il était membre), même si l’article souligne les « bienfaits de la leçon freudienne » et limite la portée du reniement  que semble annoncer le titre. En 1951, il publie, dans la même revue,  un autre article « Bilan de la psychanalyse » qui comporte de nombreuses réflexions sur les différents domaines dans lesquels les méthodes psychanalytiques sont utilisées. En 1954, il succède à Guilhem Teulié, puis à Paul Sivadon, à l’hôpital de Ville-Évrard.  
Sven Follin s'éloigne du parti communiste en 1956 lors de l'insurrection de Budapest. De 1961 à 1981, il exerce  au centre hospitalier Sainte-Anne à Paris. Comme praticien, il privilégie la pratique de la psychothérapie et la qualité des relations humaines, à l'usage des camisoles ou des neuroleptiques, et préfère la dialectique à la certitude des diagnostics. Il se refuse à classer de façon définitive les psychoses en  psychoses « processuelles », les psychoses « réactionnelles » et « développements de la personnalité ». 
Se consacrant à l'enseignement, il écrit notamment, en décembre 1993,  l'ouvrage Vivre en délirant aux éditions Nervure, et il fait partie des auteurs de l'ouvrage collectif Le problème de la psychogénèse des névroses et des psychoses  avec Jacques Lacan, Henri Ey, Lucien Bonnafé et Julien Rouart. Il « a été un grand maître en psychiatrie clinique, ne serait-ce que pour avoir été l'un des premiers à avoir supprimé l'internement à vie des grands aliénés ».
Ses cendres ont été déposées au columbarium du cimetière du Père-Lachaise (case n°40289).